# 金斯巴克
金斯巴克（法語：Gunsbach，发音：[gynsbak] 或 [gynsbax]；德语：Günsbach；阿尔萨斯语：Ginschbe）是法国上莱茵省的一个市镇，属于科尔马-里博维莱区（Colmar-Ribeauvillé）温策奈姆县（Wintzenheim）。该市镇总面积6.18平方公里，2009年时的人口为966人。

## 人口
金斯巴克人口变化图示